# Eurymorion
Eurymorion es un género de arañas araneomorfas de la familia Linyphiidae. Se encuentra en Brasil y Bolivia. 

## Lista de especies
Según The World Spider Catalog 12.0:
- Eurymorion insigne (Millidge, 1991)
- Eurymorion mourai Rodrigues & Ott, 2010
- Eurymorion murici Rodrigues & Ott, 2010
- Eurymorion nobile (Millidge, 1991)
- Eurymorion triunfo Rodrigues & Ott, 2010